# Enrique La Marca
Pour les articles homonymes, voir Marca.
Enrique La Marca (Francisco Enrique La Marca Gutiérrez) est un herpétologiste vénézuélien. 
Il travaille à l'Université des Andes, à Mérida au Venezuela.

## Taxons nommés en son honneur
- Mannophryne lamarcai Mijares-Urrutia & Arends, 1999

## Quelques taxons décrits
- Anadia pariaensis
- Anomaloglossus ayarzaguenai
- Anomaloglossus guanayensis
- Anomaloglossus murisipanensis
- Anomaloglossus parimae
- Anomaloglossus praderioi
- Anomaloglossus roraima
- Anomaloglossus tepuyensis
- Aromobates molinarii
- Atelopus chrysocorallus
- Atelopus sorianoi
- Atelopus tamaense
- Atractus eriki
- Atractus meridensis
- Atractus micheleae
- Atractus mijaresi
- Atractus ochrosetrus
- Atractus tamaensis
- Liophis dorsocorallinus
- Mannophryne
- Mannophryne cordilleriana
- Mannophryne yustizi
- Nephelobates
- Pristimantis colostichos
- Pristimantis culatensis
- Pristimantis flabellidiscus
- Pristimantis jabonensis
- Pristimantis kareliae
- Pristimantis pedimontanus
- Pristimantis rhigophilus
- Pristimantis riveroi
- Pristimantis telefericus
- Pristimantis thyellus
- Pristimantis vanadise
- Riolama luridiventris
- Scinax flavidus
- Tepuihyla celsae

## Sources
cv et bibliographie